# Ernest Harry Vestine
Ernest Harry Vestine, né le 9 mai 1906 à Minneapolis et mort le 18 juillet 1968, est un géophysicien et météorologue américain.

## Biographie
Ernest Harry Vestine est né à Minneapolis, dans le Minnesota, le 9 mai 1906 à Minneapolis. Ses parents, Olaf Algot Vestine et Frida Christine Lund avaient émigré de Suède comme agriculteurs. À l'âge de deux ans, sa famille déménagea en Alberta, au Canada, où il fut élevé.
Vestine a obtenu un B.S. en mathématiques et en physique en 1931 de l'Université de l'Alberta. L'année suivante, il rejoignit le Bureau météorologique canadien à Toronto. Au cours de la deuxième année polaire internationale, 1932-1933, il dirigea une expédition canadienne à Meanook, située dans le nord de l'Alberta. L’équipe a mis en place un observatoire magnétique sur le site. En 1934, il partit étudier à l’Université de Londres où il obtient un doctorat en mathématiques appliquées en 1937.
Au début des années 1930, il entama une collaboration avec la Carnegie Institution de Washington. En janvier 1938, il fut engagé comme assistant par le Département du magnétisme terrestre de l'Institut. Il a rapidement été promu chef de la section du relevé magnétique terrestre du département. En 1946, il devint chef de la Section de géophysique théorique. En 1947, Vestine a produit avec son équipe un ouvrage complet en deux volumes détaillant toutes les données géomagnétiques du département. En plus de ses recherches en géomagnétique, il a collaboré à des études sur la sismologie et les rayons cosmiques.
En 1957, il exécuta des travaux relatifs à l'Année géophysique internationale. La même année, il quitta le département de magnétisme terrestre pour rejoindre la société RAND. Il y effectua des études sur les sciences planétaires et spatiales, ainsi que sur des questions relatives à la sécurité nationale. De 1964 à 1968, il fut président de la section géomagnétisme de l'Union américaine de géophysique.
Il est mort à Santa Monica, en Californie, le 18 juillet 1968.

## Notoriété
Un cratère d'impact de la Lune est nommé en son honneur.

## Publications
Voici une liste partielle de quelques-unes des publications du Dr Vestine :
- EH Vestine, "Noctilucent clouds", J. Roy. Astron. Soc. Can. 28, 1934.
- EH Vestine et al., "The Description of the Earth’s Main Magnetic Field and Its Secular Change, 1905-1945", 1947.
- EH Vestine et al., "The Geomagnetic Field: Its Description and Analysis", 1947.
- EH Vestine et al., "The geomagnetic field, its description and analysis", 1959.
- EH Vestine, "On Variations of the Geomagnetic Field, Fluid Motions, and the Rate of the Earth's Rotation", Proc Natl Acad Sci, 1952, December; 38(12).
- EH Vestine, "Polar, Magnetic, Auroral, and Ionospheric Phenomena", Rev. Mod. Phys. 32, 1960.